# Алектріомантія
Алектріомантія (грец. ἀλεκτορομαντεία, від грец. ἀλεκτρυών, alectryon — півень і грец. μαντεία, manteia — ворожба) — ворожба за допомогою півня. Форми її різноманітні, але всі пов'язані з марновірною шанобою до цього птаха.
Греки розкладали на землі кілька літер, що означали задумані слова або цілі заклинання; біля кожної літери клали зерна й потім пускали півня; залежно від того, в якому порядку півень дзьобав зерна, робили висновки.